# Cheilolejeunea mizutanii
Cheilolejeunea mizutanii là một loài Rêu trong họ Lejeuneaceae. Loài này được W. Ye & R.L. Zhu mô tả khoa học đầu tiên năm 2010.